# Кривуха
Криву́ха — село в Україні, у Привільненській сільській громаді Дубенського району Рівненської області. Населення становить 297 осіб

## Опис
Маленьке (всього дві вулиці), але мальовниче село Кривуха розташоване на Повчанській височині на березі нині не існуючого струмка Знесена (осушений за совєтів, приблизно у 60-х рр XX ст.) , заплаву якого часто затоплює, притоки Ікви, за 5 км від районного центру Дубно.
Межує на півночі з селом Кліщиха, на заході з ур. Ліс Кліщиха, ур. Кавкова Гора (або Циганка) та з селом Малі Сади, на півдні з ур. Стара Кривуха (у другій третині минулого століття відоме в народі як П'ятихатки) та з селом Тараканів, на сході з містом Дубно.
Через село проходить автошлях Т 0303 Луцьк-Демидівка-Дубно, за 1 км від села проходить траса М 06 Київ -Чоп.
У пресі часто пишуть про події, що стались на дорозі «між селами Кривуха та Кліщиха», як то підтоплення автобуса чи зломлені буревієм дерева, що не зовсім відповідає дійсності, адже ці села сполучає лише ґрунтова дорога. Насправді йдеться про частину села Малі Сади, на околиці якої споруджена зупинка «Кліщиха», саме ж село розташоване за 3 км звідти (по іншу сторону ур. Ліс Кліщиха), що вводить в оману не лише подорожніх, але й місцевих жителів та пресу…

## Соціальна сфера
У селі до середини 2010-х років працював ФАП, а до початку 1990-х — бібліотека; також є клуб та централізоване водопостачання, з кінця 2017 року відновлене вуличне освітлення.
Єдине село району, у яке курсують міські маршрутки (8 рейсів маршрутних таксі № 5 та № 9). Також має сполучення з сусідніми колишніми райцентрами — смт. Демидівка та Млинів (проходять автобуси за маршрутами Дубно-Демидівка (3 оборотні рейси), Дубно-Великі Сади (2 рейси) Дубно-Мильча ч/з Повчу (3,5 рейси), Млинів-Яблунівка/Млинів-Підбрусинь (3 рейси).
Великим недоліком було відсутність в селі магазину, він був відчинений лише на початку вересня 2021 року, хоча ще у 2011 році це питання мало бути вирішене районною радою.
Поруч з селом,  на території міста Дубно знаходиться Кривушська дільниця ветеринарної медицини.

## Зміна розташування села
На кінець XIX століття хутір Кривуха (не плутати з теперішнім хутором Кривуха, який розташований поблизу Малих Садів, південніше хутора Круча, і чомусь позначається на картах Гугл як село Кривуха) розміщувався південніше теперішнього розташування села в урочищі з назвою Стара Кривуха, після чого став розростатись.
До середини XX ст. село розміщувалось західніше та південніше в урочищах Стара Кривуха (на північ від села Олександрівка — «польська» Кривуха) та Кавкова гора (на південний захід від села Кліщиха — фільварок, т. з. «чеська» Кривуха) та складалось з кількох хуторів.
[[File:Хрест (фігура) в урочищі Стара Кривуха.jpg|thumb|Фігура, яка залишилася на місці попереднього існування села Кривуха (Дубенський район)]]￼
Після II Світової війни, після переселення з села чехів, Радянська влада переселяла залишки населення в село Замчисько або поближче до автодороги Дубно — Повча та об'єднала їх (Кривуху та Замчисько в одне село), а хутори, що належить до Кривухи, а саме Круча, Смолярня та залишки нового хутору Кривуха (південніше Кручі) були віднесені до Малосадівської с/р, землі навколо урочища Стара Кривуха — до Тараканівської с/р, а власне село Кривуха, з приєднаним Замчиськом — утворили разом Кривухівську сільську раду (згодом приєднана до Іваннівської с/р).
На жаль на картах Google та Вікімедія вони й досі не тільки належать до села, але й позначаються як Кривуха, відповідно багато ресурсів посилається на дану інформацію.

## Водойми
Раніше існував струмок (річечка) Знесена, ліва притока Ікви, що утворював широку болотисту заплаву та озеро. Через нього була дамба з грунтовою дорого до теперішнього урочища Стара Кривуха та міст на грунтовій дорозі в сторону Тараканова (приблизно в тих же місцях, де і дороги тепер знаходяться). Брав свій початок наприкінці теперішнього села Кривуха та тік на схід та північний схід у напрямку міста Дубно де впадав у річку Іква поблизу Кемпи.
За радянських часів був осушений, а джерела засипані. На деяких картах озеро ще й досі позначається, хоча існує воно нетривалий час, лише коли після сильних злив долину затоплює (у 2011 році дане «озеро» розмірами 300*200 м існувало з травня по липень, а у 2019 уже утворювалось два таких «озера»).
На даний час у селі розташовані два приватні ставки.

## Мікротопоніми
Назви місцевостей села та околиць:
1) урочища:
- Кавкова гора;
- Циганка;
- Стара Кривуха;
- Ліс Кліщиха;
- Олександрівка;
- Тараканівщина (застаріле).
2) місцевості (частини)села:
- Замчисько;
- Долина (застаріле);
- Підзамчисько (застаріле).

## Поширені прізвища
Галій,
Тимощук,
Чорнобай,
Панасюк,
Павлюк,
Чех.

## Ґрунти
В заплаві осушеного струмка Знесена (на південній околиці села) ґрунти дернові неглибокі глейові середньосуглинкові.

## Історія. З давніх часів до закінчення Польської окупації
Територія села була заселена ще з давніх часів. Поблизу села виявлено чотири поселення Х ст.(Кривуха п.1 — Кривуха п.4).  Ймовірно там же чорними археологами було знайдено скарб римських денаріїв, що були розгорнуті технікою близько 20 метрів навколо.
У 1577 році татари атакували греблю біля Знесення, а потім спустошили село разом з іншими в окрузі Дубна, очевидно Кривуха також постраждала, адже гребля знаходилась за кілька кілометрів від села.
У генеральній візитації 1799 року вказані такі поля і сіножаті належні Дубенському парафіяльному костелу:1) безліса ділянка за пів милі від Дубна в урочищі "Кривуха недалеко від пасіки князя Любомирського"; 2) ділянка за милю від Дубна з назвою Пішача (у маніфесті 1811 року дана ділянка вказана як "Мандзині гори", якими, очевидно, є пагорби  між Малими Садами та Кривухою).
Станом на 1892 рік хутір Кривуха належав до приходу Свято-Миколаївської церкви міста Дубно.
Наприкінці XIX ст. за кілька кілометрів від села збудовано знаменитий Тараканівський форт. 
У виданні П.Савчука "Дубенський Спасо-Преображенський монастир і церква" із серії Храми Дубеншини (Рівне, 2006, ст.100) вказано, що відстань від форту до хутора Кривуха становить 5 верств, до Північної Кривухи 6, а до Лівої Кривухи 7 верств. За даними цього ж списку-відомості, станом на 27 березня 1899 року на хуторі Кривуха було 10 дворів, проживало 43 чоловіка, 36 жінок та 19 дітей, у поселенні Північна Кривуха — 7 дворів, 19 чоловіків, 23 жінки, 13 дітей, а в поселенні Ліва Кривуха — 3 двори, 5 чоловіків, 6 жінок, 3 дітей.
У XIX ст. входило до складу Дубенської волості, а у 1921—1939 роках до складу ґміни Дубно як громада Кривуха (у її склад також входили хутори Кривуха, Круча і Смолярня). Село Замчисько, яке тепер є частиною села, утворювало окрему громаду з аналогічною назвою.
Населення станом на 1906 (1911) рік:
- хутір Кривуха — 10 дворів, 64 жителя.
- фільварок Кривуха — 1 двір, 34 жителя.

Станом на 1912 рік у селі Кривуха та сусідніх Клещиха, Олександрівка та Загорці проживали німці, а хутір Круча був німецькою колонією. (архівна справа Держ.архіву Житомирської обл.(Ф.109.-Оп.1.-Спр.39).
7 (20) листопада 1917 року, відповідно до Третього Універсалу Української Центральної Ради, увійшло до складу Української Народної Республіки.
Поблизу села відбувались бойові дії літа 1920 року, зокрема у ніч з 16 на 17 липня генерал польської армії Крайовський вирішив повернути Головчице та Хорупань. 144-й та 49-й піхотні полки, посилені артилерією, за наказом командира XXXVI ВП залишили Дубно. 144 піхотний полк рушив вздовж осі Дубно — Головчице та 49 п.п. через хутір Кривуха, Малі Гайки. Колона 144 п.п. після нетривалої сутички взяла Головчице, але вона не могла самостійно контролювати Хорупань.
Після Першої світової війни село переходить до Польщі. В селі Кривуха польські військові поселення мали 7 господарств, займали 107 га землі.
За даними перепису 1921 року в селі (разом з хуторами Кривуха та Круча) налічувалось 78 будинків, проживало 415 жителів (219 чоловіків та 196 жінок), з них 174 українця, 151 поляк, 43 німця та 47 представників інших національностей, зокрема чехи.
Уже в 30-х роках XX ст у селі існувала школа, в якій було 2, а згодом 4 класи та 5 відділів.
На 1936 рік село входило до ґміни Дубно Дубенського повіту.

## Історія. Німецька та Радянська окупація
Із захопленням Західної України Радянським Союзом активізувалися різного роду підпільні організації, зокрема українські та польські. Для налагодження співпраці з українськими націоналістичними групами польське підпілля відряджало своїх представників до сусідніх з Дубном та Кременцем сіл. Відомо, що підтримати антирадянське повстання погодилася українська організація з с. Кривуха.
У 1940 році село увійшло до складу новоутвореного Дубенського району Рівненської області, у складі якого залишилось і після проголошення Україною незалежності, лише під час німецької окупації належало до району Дубно Дубенського ґебіту.
На пагорбах поблизу села проходила танкова битва під Дубном. Неподалік ур. Стара Кривуха стоїть хрест воїнам, які загинули на тих полях літом 1941 року, а місцеві й досі знаходять скелети поблизу.
З жовтня 1942 по весну 1944 року жителі села Павло та Глікерія Пастух переховували у себе єврейку Геню Малер з дітьми Фаньою та Ефраїмом. Пізно восени 1942 року Гликерія Пастух дізналася від сусідів, що в занедбаному сараї під лісом ховається єврейка з дітьми, та що деякі селяни постачають їх продуктами. Згодом жінка і сама стала носити їм їжу, а з приходом холодів забрала їх до себе. Геня, так звали єврейку, розповіла Глікерії, що її чоловік, Ехезкель Малер, в минулому торговець лісом, загинув в перші дні німецької окупації, і що вона сама з дітьми: 15-річною Фаней і 12-річним Ефраїмом перебувала в гетто в містечку Дубно майже до самої його ліквідації, 5 жовтня 1942 го року. Після втечі з гетто Геня з дітьми багато днів і ночей провели в лісі, харчуючись тим, що вдавалося отримати або вкрасти у селян, але холодні осінні дощі та перші заморозки змусили їх перебратися в цей порожній сарай. Павло та Глікерія переховували Геню з дітьми в хліві, де в підлозі була вирита яма, прикрита дошками, а Мітя, Катя і Степан — діти господарів носили Малерам їжу. На початку 1944 року Павло Пастух і його старша дочка Марія були вивезені на примусові роботи до Німеччини, а Глікерія з дітьми продовжували доглядати за своїми таємними мешканцями до приходу Червоної Армії в березні 1944 року. Незабаром після закінчення війни Геня Малер з дітьми виїхала до Польщі, а потім до Ізраїлю. Вона не зустрічалася більше зі своїми рятівниками, але її син Ефраїм відвідав Дубно в 2008 році і знайшов дітей Пастухів. 1 серпня 2010 року Яд Вашем удостоїв Павла і Глікерію Пастух почесним званням «Праведник народів світу».
На примусові роботи до Німеччини були вивезені Галета Василь Федорович, Галій Петро Костянтинович та інші.
В ніч з 13 на 14 січня 1944 року поляки спалили в селі Замчисько (нині частина с. Кривуха) 2 хати та 4 клуні тих господарів, чиї сини чи родичі були в лавах УПА або мали з ними стосунки.
Учасники Другої світової війни:
- Чернобай Іван Афанасієвич (1906 р.н.), вказаний як уродженець Кривухи та житель Кривухівської с/р, в/ч 330; трест 58; 13 зап ст бригада[10];
- Галета Василь Федорович (1928—1988 рр.), молодший сержант, нагороджений медалями «За відвагу» та «За перемогу над Німеччиною»[11];
- Юзяк Дмитро Федорович (1924 — 29.07.1944 рр.) 1015 стр.полк 285 стр.дивізії, загинув та похований в Латвії[12];
- Гордеюк (Гордіюк) Павло Миколайович (1921 р.н.), рядовий 98 зсп. ВПП та ЗП[13];
- Лавренюк Олександр Гнатович (1918—1944 рр.), рядовий, помилково вважався зниклим безвісти у червні 1941 р.[14];
- Михальчук Дмитро Олександрович (1911 — 3.03.1945 рр.), рядовий, санітар, вбитий у Східній Пруссії, нагороджений медаллю «За відвагу»[15].
- Литвиненко Володимир Васильвич (1921 — 12.08.1944 рр.), гв.рядовий 71 гв. сд, 379 зсп 37 зсд ПриВО, вбитий та похований у Латвії[16];
- Катульський Михайло Іванович (1905 — 16.02.1945рр), також записаний як Котульський, рядовий 314 сд,1076 сп, 1076 сп 314 сд, вбитий у Верхній Сілезії (тоді Німеччина), нагороджений «орденом Слави III ст.»[17];
- Дудаш Гнат Євдокимович (1917 р.н.), рядовий 34 зсп 29 зсд (379 зсп 37 зсд)[18];
- Шиманський Петро Олександрович (1924 р.н), рядовий, нагороджений Орденом Слави III ступеня, медаллю «За відвагу» та «За перемогу над Німеччиною»[19] та «орденом Вітчизняної війни II ст.»[20];
- Чернобай (також записаний як Герлобай)[21] Микола Степанович (1924 р.н.), рядовий 91 сп 552 сд, нагороджений медаллю «За бойові заслуги»[22];
- Чернобай Микола Афанасієвич (1922 — 26.04.1942рр), рядовий 12 вдо, помер в госпіталі від хвороби, похований у Вологодській області в м. Грязовець[23];
- Войт Афанасій Максимович (1901 р.н.), місце служби — 12 исбр, ГЛР 1993[24];
- Грицак Євдоким Гаврилович (1910 р.н.), гв.рядовий 22 гв.сп 1, нагороджений медаллю «За відвагу»[25],
- Солонюк Федір Миколайович (1907 р.н.), рядовий 1015 полк, записаний то як житель Кривухи, то як Кривухівської с/р, був поранений[26]
- Чернобай Єфим Васильович (1908 р.н.), нагороджений «орденом Вітчизняної війни II ст.»[27]
- Павлюк Йосип Оверкович (1898 р.н.), нагороджений «орденом Вітчизняної війни І ст»[28];
- Мельник Прокофій Степанович (1899 р.н.), рядовий 152 сп, був поранений[29];
- Чорнобай Василь Афанасієвич (1925 р.н.), нагороджений «орденом вітчизняної війни»[30].

Загалом гітлерівська окупація села тривала з 25 червня 1941 по 10 березня 1944 року. Після цього розпочалась друга радянська окупація.
У 1945 році у селі був відкритий медичний пункт, завідувачкою якого було призначено Станіславу Хованець. [Архівовано 11 квітня 2022 у Wayback Machine.]
Восени 1945 року із Дубенського району виїхало громадян чеської національності в Чехословаччину 838 сімей, які залишили 784 будинки, із Чехословаччини прибуло переселенців-українців 398 сімей, яким передали 316 будинків у Дубнівському районі. На Кривусі було залишено чехами 40 будинків, у 8 з них були заселені 8 сімей українців, переселених з Чехословаччини. Залишені чехами будинки, крім переселенців із Чехословаччини та Польщі, займають 2 клуби, школа та колгосп.
Станом на 1 вересня 1946 року Кривуха є центром Кривухівської сільської ради, до якої також входить хутір Клещиха..
У «Відомості про парафії Дубенського району Рівненської області 1944—1977 рр.» (Св. Іллінський собор м. Дубно) вказано, що до релігійної громади входять віряни с. Кривуха 5 км 200 душ; с. Клещиха 5 км, 300 душ; с. Замчисько 3 км, 250 душ.
Восени 1947 року в селі із 18 господарств був створений колгосп імені Молотова. Уже в наступному році колгосп налічував 42 селянських господарства.
Станом на літо 1949 року працює бібліотека, завідувачка якої, Марія Коновалова, проводить читки та допомагає у випуску «польовки».  [Архівовано 11 квітня 2022 у Wayback Machine.] У 1950 році газета Червоний прапор у своїй статті пише, що завідувач сільською бібліотекою — В.Глаг. [Архівовано 11 квітня 2022 у Wayback Machine.]
За поділом 1972 року село належало до Іваннівської сільської ради
За спогадами місцевих жителів, у 1974 році була зачинена початкова школа, після чого учні були переведені в школу сусіднього села Малі Сади, де провчились декілька місяців і після цього були переведені у 3 школу міста Дубно.
На початку 1980-х років, коли у місті Дубні двадцятитисячним тиражем виходила газета «Червона зірка», тодішня влада зобов'язувала колективи всіх установ, організацій, підприємств — працювати на колгоспних ланах, допомагаючи селянам вирощувати врожаї. Журналісти цього часопису також мусили, взявши сапки, стояти раком на бурякових плантаціях у колгоспі імені Котовського, неподалік села Кривуха.
Станом на 1989 рік в селі проживало 309 осіб.

## Історія. Наш час
За даними Всеукраїнського перепису населення 2001 року, у селі Кривуха нараховувалось 306 жителів (за іншими даними 308), зокрема 99,35 % з них вказали рідною українську мову і 0,65 % російську.
У 2001 році село було газифіковане за власні кошти жителів та кошти, виділені з державного бюджету.
Під час виборів 2010 року на виборчій дільниці 560191 у селі Кривуха кандидат у Президенти України Тягнибок отримав найбільший відсоток голосів у Рівненській області — 10,34.
У 2012 році відкритий дитячий майданчик.
8 жовтня 2016-го архієпископ Рівненський і Острозький Іларіон в селі Кривуха звершив чин освячення храму на честь святого апостола і євангеліста Іоана Богослова.
З проведенням адміністративної реформи гостро постала ця проблема для Кривухи, адже центр сільської ради знаходиться на значній відстані від села.
У 2015 році було ухвалено рішення об'єднатись з Дубном, але інші села Іваннівської с/р (Бортниця та Зелене) виступили за об'єднання з Привільненською ОТГ.
Станом на 1 січня 2015 року в селі проживало 287 людей.
Восени 2018 року більшість жителів Іваннівської сільської ради на голосуванні підтримали приєднання до Привільненської громади (635 проти 357 голосів). А от по селу Кривуха результати були кардинально інші і 83 % жителів висловились за приєднання до міста Дубно (104 та 21 голос відповідно).
Населення села на 1 січня 2019 року — 281 особа.
Весною 2019 року на кошти жителів села споруджено обеліск односельцям жертвам війн.
30 червня 2019 року відбулися довибори депутатів Привільненської сільської ради, а село увійшло до складу Привільненської ОТГ.
12 червня 2020 року, відповідно до розпорядження Кабінету Міністрів України № 722-р від «Про визначення адміністративних центрів та затвердження територій територіальних громад Рівненської області», увійшло до складу Привільненської сільської громади.
19 липня 2020 року, в результаті адміністративно-територіальної реформи та ліквідації  Дубенського (1939—2020) району, село увійшло до складу новоутвореного Дубенського району.
На 1 січня 2021 року населення села становило 297 осіб.

## Релігія
Майже всі жителі є православними, більшість з них відвідують церкву в селі, також є незначна кількість парафіян церков РПЦвУ (УПЦ МП).
Церква в селі Кривуха почала будуватись у 2013-14 роках (як капличка). Восени 2017 року закінчився перший етап будівництва і церкву 8 жовтня було освячено та відчинено для прихожан, якими є не лише мешканці села, але і міста Дубно. 
У квітні 2021 року змінила свою приналежність та тепер належить до Православної церкви України (до того належать до УПЦ КП). Навколо церкви цвинтар. Богослужіння проводять щосуботи та неділі, а також на свята.
День села святкується, відповідно, 9 жовтня на свято Іоана Богослова.

## Відомі люди
- У селі народився та проживав український поет Галета Василь Федорович (06.01.1928—14.03.1988)
- народився та проживав військовослужбовець Галій Віталій Васильович (1963—1983), який загинув в Афганістані та на честь якого названо центральну вулицю села.
- проживали Пастух Павло (1898—1972) та Пастух Глікерія (1901—1972) з дітьми, які під час II світової війни (від осені 1942 року) переховували євреїв Геню Малер та її дітей. На початку 1944 року Павло Пастух та його старша дочка Марія були вивезені на примусові роботи в Німеччину, а Глікерія з дітьми продовжували переховувати таємних пожильців. 1 серпня 2010 року Павлу і Глікерії Пастух надали звання Праведник народів світу.
- народився та проживає Галета Богдан Васильович (30.11.1958 — наш час), син українського поета Галети В.Ф, у 1998—2002 роках — депутат Дубенської міської ради, у 2000—2002 роки — секретар Дубенської міської ради, у 2002—2006 роки — депутат Рівненської обласної ради.
- народився та проживає учасник російсько-української війни (АТО/ООС) Чех Олександр Ростиславович.
- У 50-х роках ХХ ст. село часто відвідував Жулинський Микола Григорович, який двічі був віце-прем"єр-міністром України та позаштатним радником Президента Ющенка.
- на цвинтарі села Кривуха похований житель міста Дубна Олександр Школярчук (7.04.1987 - 18.04.2022), позивний "Морячок", учасник АТО/ООС, молодший лейтенант, командував розвідувальним взводом 24 омб ім.короля Данила. Загинув 18 квітня 2022 року поблизу села Берестове на Донеччині, нагороджений орденом Богдана Хмельницького III ступеня, посмертно.
- у липні 1920 року в селі побував Ісаак Бабель, радянський письменник єврейського походження, учасник радянсько-польської війни бувши у складі 1 кінної армії Будьонного. Згодом писав: "Кривуха, розграбована чеська колонія. Після вечері я сплю під деревами. У мене в очах зелені, спокійні, залиті сонцем дубенські ліси".
- На цвинтарі села похований учасник російсько-української війни, рядовий Тимощук Василь Леонідович, (25.07.1970 - 28.05.2023), який загинув під час танкового обстрілу, виконуючи бойове завдання щодо захисту незалежності України в районі населеного пункту Іванівка Куп'янського району Харківської області.
- Тимощук Віктор Станіславович (30.10.1980 - 12.06.2024), уродженець та житель села Кривуха, військовослужбовець, учасник російсько-української війни як помічник гранатометника. Загинув 12 квітня 2024 року в селі Іванівське Бахмутського району Донецької області, тривалий час вважався зниклим безвісти. Похований 9 вересня того ж року у рідному селі на Алеї Героїв.